# Francesco d'Angeluccio di Bazzano
Francesco d'Angeluccio (Bazzano, 1430 ca. – post 1485), meglio noto come Francesco d'Angeluccio di Bazzano, è stato uno scrittore e mercante italiano, esponente minore della tradizione letteraria delle cronache aquilane.

## Biografia
Francesco d'Angeluccio era figlio di un certo Cicco Mancino, proveniente dal castello di Bazzano nel contado aquilano, fratello di un certo Giovanni e parente di un Bernardino laureatosi in diritto civile e canonico a Perugia. Era un mercante e fu partecipe della vita pubblica del comune: è menzionato nelle Capitolazioni presentate dalla città a Ferrante d'Aragona nel 1458, nel 1466 fu incaricato delle concessioni d'acqua al convento dei domenicani e ricoprì la carica di console dell'Arte della Lana per due volte nel 1467 e nel 1478; morì dopo il 1485, anno in cui si chiude la sua opera letteraria.

## L'opera
Impegnatosi anche in campo letterario, ci ha lasciato la Cronaca delle cose dell'Aquila dall'anno 1436 al 1485, in lingua volgare, nata con l'intento di compilare un repertorio di eventi notevoli, annotati per ciascun anno. Questa cronaca è di modesto valore letterario e incerta capacità narrativa, ma la materia di cui si occupa è tratta dalla piccola quotidianità e lascia emergere una cronaca dettagliata, che offre un interessante spaccato delle relazioni e delle tensioni sociali della città, fino negli eventi più tesi, come la nevicata del 1465, o quelli più drammatici e tragici, come i terremoti dell'Aquila del 1461-1462 e l'imperversare della peste nel 1478.
Francesco d'Angeluccio è inoltre l'autore del più antico manoscritto esistente di trascrizione della Cronica di Buccio di Ranallo, il precursore del genere delle cronache aquilane.